# ماساتو إيماي
ماساتو ايماي (بالكانا:いまい まさと) هو سياسي ياباني، ولد في 21 فبراير 1962 في اليابان. حزبياً، نشط في الحزب الديمقراطي الياباني. في الانتخابات العامة اليابانية 2017، انتخب عضو مجلس النواب من اليابان عن دائرة Tōkai proportional representation block ‏ وقد انضم خلال فترته النيابية ‏ (22 أكتوبر 2017 – ) للكتلة البرلمانية Kibō no Tō ‏ وانتخب عضو مجلس النواب من اليابان وقد انضم خلال فترته النيابية ‏ للكتلة البرلمانية الحزب الديمقراطي الياباني.

## وصلات خارجية
- الموقع الرسمي